# Уткин, Ксенофонт Дмитриевич
Ксенофо́нт Дми́триевич У́ткин (1 марта 1935, Таркаинский наслег, Нюрбинский район, Якутская АССР, СССР — 1 января 2016, Якутск, Республика Саха, Россия) — советский и российский историк и философ. Кандидат исторических наук, доктор философских наук, профессор.

## Биография
Родился 1 марта 1935 года в Таркаинском наслеге Нюрбинского улуса в семье колхозников.
В 1954 году окончил среднюю школу. Работал библиотекарем в с. Арылах в Таркаинской приклубной библиотеки, а затем без перерыва продолжал работал заведующим клубом, заведующим отделом культуры Ленинского районного исполнительного комитета, первым заместителем Республиканского Научно-методического Центра и народного творчества, а также директором (вице-президентом) Международного Центра Хомусной (варганной) музыки и директором музея Хомуса народов мира.
В 1993 году защитил диссертацию на соискание учёной степени кандидата исторических наук по теме «Чёрная металлургия якутов П-й половины XIX-го нач. XX вв.».
Был доцентом Якутского государственного университета.
С 1994 года — член Союза журналистов России.
С 1996 года — член Союза писателей СССР.
В 1998 году присвоено учёное звание доцента.
В 1999 году защитил диссертацию в форме научного доклада на соискание учёной степени доктора философских наук по теме «Проблема человека в социокультурной системе» (специальность 09.00.11 — «социальная философия»), где им была разработана философская концепция «самовыбора».
В 2000 году присвоено учёное звание профессора.
С 2000 года — профессор и заведующий кафедрой языка и культуры Якутской государственной сельскохозяйственной академии.
С 2000 года — член Международного сообщества писательских союзов.
С 2002 года — действительный член Академии Северного форума.
С 2004 года — действительный член Петровской академии наук и искусств.
С 2007 года — действительный член Международной академии аграрного образования.
Действительный член Российской академии естествознания.
Трижды выступал в качестве инициатора открытия в Якутии музеев: Нюрбинский музей дружбы народов (1974), Музей Хомуса (1991), Музей меценатства (2000).
Автор около двадцати монографий, учебные пособий и брошюр, а также более тридцати научных статей; более шестисот газетных публикаций.

## Награды и звания
- Почётная грамота Президиума Верховного Совета Якутской АССР (1972)
- Заслуженный работник культуры РСФСР (1984)
- Орден «Знак Почёта» (1988)
- Почётный гражданин Таркаинского наслега (1996)
- Почётный гражданин Нюрбинского улуса (1999)
- Заслуженный деятель науки РС(Я) (2005)
- Лауреат Государственной премии Республики Саха-Якутия в области науки и техники (2007)[4]
- Нагрудный знаком Министерства культуры и массовых коммуникаций Российской Федерации (2007)
- Заслуженный деятель науки и образования РАЕ (2008)
- Кавалер золотой медали имени В. И. Вернадского за успехи в развитии отечественной науки (2008)
- Нагрудный знак «Золотая кафедра России» за лекторское мастерство и достижения в области развития образования России (2008)
- Золотая европейская медаль «Европейское качество» (2012)
- Диплом «Diploma di Merito» за высокий профессионализм и ответственное отношение к работе и обществу (2012)

## Научные труды

### Монографии
- Уткин К. Д. Преодоленные рубежи: Документальная повесть / Ксенофонт Уткин-Нугулген; Ин-т совершенствования квалификации работников образования Респ. Саха, Пед. ассоц. Респ. Саха. — Якутск : Изд-во Ин-та совершенствования квалификации работников образования Респ. Саха, 1995. — 238 с. с.
- Торговля в Якутии: события и люди / Гос. ком. Респ. Саха (Якутия) по торговле и матер.-техн. ресурсам; [Авт.-сост.:…д.филос.н., проф. К. Д. Уткин (рук.) и др. ; Редкол.:…д.филос.н., проф К. Д. Уткин (гл. ред.) и др.]. — Якутск : Слав. дом кн., 2003. — 175 с. — 2000 экз. — ISBN 5-85550-168-X.
- Уткин К. Д. Сборник трудов : в 16 кн. / Ксенофонт Уткин ; Якут. гос. с.-х. акад., Каф. яз. и культуры, Музей меценатства и центр духовности "Тулаhа". - Якутск : Бичик, 2004. (ФГУП Изд-во "Известия"). ISBN 5-7696-1836-1
  - Кн. 1: Самовыбор: парадигма Севера. — 2004. — 287 с. ISBN 5-7696-1836-1
  - Кн. 3: Дом үөрэђэ. — 2004. — 221 с. ISBN 5-7696-2083-8
  - Кн. 5: Предфилософия олонхо: антитеза натурализма супранатурализму. — 2010. — 279 с. ISBN 978-5-7696-3253-2
  - Кн. 7: Генезис якутской предфилософии: мировоззренческий комплекс. — 2010. — 157 с. ISBN 978-5-7696-3253-2
  - Кн. 8: Сахаларга киһи өйдөбүлэ: (илиҥҥи, арҕааҥҥы философскай көрүүлэргэ алтыһыннаран). — 2011. — 351  с. ISBN 978-5-7696-3509-0
  - Кн. 9: Религиозные и философские воззрения коренных народов Якутии. — 2010. — 215 с. ISBN 978-5-7696-3506-9
  - Кн. 10: Якутская мудрость в свете древних учений Востока. — 2014. — 239 с. ISBN 978-5-7696-4481-8
  - Кн. 16: Олох тыына : сэһэн-эссе. — 2015. — 159 с. ISBN 978-5-7696-4761-1, 1600 экз.
- Уткин К. Д., Григорьева А. М. Материк радости или Олег Сосин: педагогика духа : документальный очерк о О. К. Сосине : [на якутском, русском языках] / К. Д. Уткин, А. М. Григорьева ; [ред. к. филос. н., доц. К. Д. Дьячковский]. — Якутск : ИП Николашкина А. А., 2009. — 263 с.
- Уткин К. Д., Григорьева А. М. Колесо судьбы: документальный очерк о профессоре А. И. Павловой: [на якутском и русском языке]. — Якутск : ИП Николашкина А. А., 2009. — 210 с. (Ими гордится Якутия) ISBN 978-5-903540-12-9
- На перекрестке Времени : к 75-летию высшего профессионального образования в Республике Саха (Якутия) / Якутская гос. с.-х. акад. ; [авт.-сост.: К. Д. Уткин, А. М. Григорьева, Г. Е. Отова-Саввинова]. — Якутск : Изд-во Сфера, 2009. — 124 с. ISBN 978-5-91794-003-8
- Умнуллубат Утум: К. К. Уткин туһунан ахтыылар / [хомуйан оҥордулар: К. Д. Уткин, М. С. Уткина]. — Дьокуускай (Якутск) : Сфера, 2009. — 91 с. (Үтүө киһи үйэлээх = Имена неувядаемые) ISBN 978-5-91794-002-1
- Тимофеева Е. С., Уткин К. Д. Айылҕаттан айдарыылаах: (ССРС народнай артыыһа Д. В. Ходулов 100 сылыгар ананар) / Е. С. Тимофеева, К. Д. Уткин ; М. К. Аммосов аатынан хотугулуу-илиҥҥи федеральнай ун-т, Российскай Федерация хотугулуу-илиҥҥи омуктар тылларын уонна культураларын ин-та, Культурология каф., Дьокуускайдааҕы гос. тыа хаһаайыстыбатын акад., "Тулаһа" духуобунай киинэ. — Дьокуускай (Якутск) : Бичик, 2012. — 199 с. ISBN 978-5-7696-3953-1
- Уткин-Нүһүлгэн К. Д. Саха толкуйа: (санаа сарбынньахтара) / К. Д. Уткин-Нүһүлгэн ; Саха государственнай тыа хаһаайыстыбатын акад., Тыл уонна культура каф., Меценатство музейа "Тулаһа" духуобунас киинэ. - Дьокуускай (Якутск) : Бичик, 2012. — 220] с. ISBN 978-5-7696-3910-4
- Уткин-Нүһүлгэн К. Д. Үрүҥ сүүмэхтэр / Ксенофонт Уткин-Нүһүлгэн ; Саха гос. тыа хаһаайыстыбатын акад., "Тулаһа" духуобунас киинэ, "Чокуур" лит. түмсүү. — Дьокуускай (Якутск): Бичик, 2010. — 126 с. ISBN 978-5-7696-3437-6

### Брошюры
- Уткин К. Д. Праздник Ысыах: Сценарии проведения / К. Д. Уткин; М-во культуры Якут. АССР, Респ. науч.-метод. центр нар. творчества и культпросветработы. — Якутск: Якутское книжное издательство, 1990. — 101 с. ISBN 5-7696-0073-X
- Уткин К. Д. Философия "кут-сюр" / К. Д. Уткин; Междунар. центр хомус. (варган.) музыки и др. — Якутск : Част. изд. фирма "Ситим", 1994. — 20 с.
- Уткин К. Д. Поверья, связанные с культом стерха / К. Д. Уткин; Междунар. центр хомус. (варган.) музыки и др. — Якутск: Коммерч.-изд. фирма "Ситим", 1994. — 8 с.
- Уткин К. Д. Песенное народное творчество Вилюя / К. Д. Уткин; Междунар. центр хомус. (варган.) музыки и др. — Якутск : Част. изд. фирма "Ситим", 1994. — 15 с.
- Уткин К. Д. Архитектурное воплощение мировоззрения якутов / К. Д. Уткин; Междунар. центр хомус. (варган.) музыки и др. — Якутск : Част. изд. фирма "Ситим", 1994. — 32 с.
- Уткин К. Д. Ысыах как этнокультурное явление: [Якут. нац. праздник] / К. Д. Уткин; Междунар. центр хомус. (варган.) музыки и др. — Якутск : Част. изд. фирма "Ситим", 1994. — 15 с.
- Уткин К. Д. Мифологические основы якутских олонхо / К. Д. Уткин; Междунар. центр хомус. (варган.) музыки и др. — Якутск : Част. изд. фирма "Ситим", 1994. — 32 с.
- Уткин К. Д. Истоки якутского шаманизма / К. Д. Уткин; Междунар. центр хомус. (варган.) музыки и др. — Якутск : Част. изд. фирма "Ситим", 1994. — 20 с.
- Уткин К. Д. Проявление ритуалов и церемоний в якутских традициях / К. Д. Уткин; Междунар. центр хомус. (варган.) музыки и др. — Якутск : Част. изд. фирма "Ситим", 1994. — 24 с.
- Уткин К. Д. Обряд кумысопития / К. Д. Уткин; Междунар. центр хомус. (варган.) музыки и др. — Якутск : ЧИФ "Ситим", 1994. — 16 с.
- Уткин К. Д. "Богиня-девушка" в веровании якутов / К. Д. Уткин; Междунар. центр хомус. (варган.) музыки и др. — Якутск : Част. изд. фирма "Ситим", 1994. — 8 с.;
- Уткин К. Д. Ритуалы якутов при употреблении пищи / К. Д. Уткин; Междунар. центр хомус. (варган.) музыки и др. — Якутск : Част. изд. фирма "Ситим", 1994. — 16 с.
- Уткин К. Д. Влияние легенд на олонхо / К. Д. Уткин; Междунар. центр хомус. (варган.) музыки и др. — Якутск : Част. изд. фирма "Ситим", 1994. — 16 с.
- Уткин К. Д. Мастера хомуса-носители металлургической культуры якутов / К. Д. Уткин; Междунар. центр хомус. (варган.) музыки и др. —Якутск : ЧИФ "Ситим", 1994. — 15 с.
- Уткин К. Д. Ветви одного корня : [Государство, семья, личность] / К. Д. Уткин; Междунар. центр хомус. (варган.) музыки и др. — Якутск : Част. изд. фирма "Ситим", 1994. — 19 с.

### Научная редакция
- Якутская государственная сельскохозяйственная академия : [Сб. / Авт.-сост. Л. Н. Владимиров и др. ; Ред. группа: К. Д. Уткин (рук.) и др.]. — Якутск : Бичик, 2000. — 139,[2] Часть текста на якут. яз. — Рез. на англ. яз. — Список публ. об ЯГСХА: с. 136—140. — 1500 экз. — ISBN 5-7696-1198-7.
- Сборник трудов : В 16 кн. / Ксенофонт Уткин; [Ред.-сост.: К. Е. Гагарина ; Редкол.: К. Д. Дьячковский и др. ; Предисл.: А. Г. Новиков, д. филос.н., проф.] ; Якут. гос. с.-х. акад. Каф. яз. и культуры, Музей меценатства и Центр духовности «Тулаhа». — Якутск : Бичик, 2004. 286, [1] с., Текст ст. на рус. и якут. яз. — Библиогр. В конце частей и в подстроч. примеч. — 2000 экз. — ISBN 5-7696-1836-1.
- Сах сагаттан : Ытык санаа ыйр ыллыгынан / СГУ культ. каф. Дьокуускайдаагы тыа хаhаайыстыбатын гос. акад. тылга уонна культ. каф. — Дьокуускай : Бичик, 2000. — 287 с. — (Тыhыынчаар уйэлэр кирбиилэригэр). 1. Якуты — Этнография
- Сулумах сулустар : Лоскуй хоhооннор / НYhYлгэн. — Дьокуускай : Бичик, 2000. — 160 с.
- Алгыс аалы көтөҕөр : меценат М. И. Егоров сырдык кэриэһигэр / Саха государственнай тыа хаhаайыстыбатын академията, Тыл уонна культура кафедрата, Меценатство музейа "Тулаhа" духуобунас киинэ ; [редактордар-хомуйан оҥордулар : К. Д. Уткин, К. Е. Гагарина]. — Дьокуускай : [Изд-во СО РАН], 2004 (Изд-во СО РАН). — 80 с.
- Yйэлэр сYгYpYйэр киhилэрэ : С. А. Зверев — Кыыл Уолун ологун уонна айар Yлэтин туhунан суруктарга, кэпсэлгэ ологурбут сэhэн / Саха респ. суруйааччыларын союза. — Дьокуускай, Б. и. (1999). — 227 с. Бу таhаабыы Сэргэй Зверев — Кыыл Уола (1900—2000) торообYтэ 100 сааhыгар ананар.
- Алгыс аалы котогор : Меценат М. И. Егоров сырдык кэриэhигэр / Саха гос. тыа хаhаайыстыб. акад. Тыл уонна культ. каф. Меценатсво музейа. «Тулаhа» духуобунас киинэ; [Ред.-хомуйан онордулар: К. Д. Уткин, филос. д. н., проф., К. Е. Гагарина, асп.]. — Дьокуускай : ЯФ ГУ «Изд-во СО РАН», 2004. — 80 с. I. Уткин, К. Д., ред. — 1. Егоров, Михаил Иванович 2. Народное образование — Саха (Якутия), Республика — История 3. Саха (Якутия), Республика — Культура — История
- На перекрестке времени : [материалы о развитии якутского агровуза] : к 75-летию высшего профессионального образования в Республике Саха (Якутия) / [Якут. гос. с.-х. акад. ; авт.-сост.: К. Д. Уткин — д.филос.н., проф. и др. ; науч. ред.: К. Д. Уткин, проф. ; лит. ред. — Г. Е. Отова-Саввинова, доц.]. — Якутск : Сфера, 2009. — 124 с. Текст на рус. и якут. яз. — сост. и ред. по кн. — 60 экз. — ISBN 978-5-91794-003-8.

## Стихи
- В плену у вдохновения : Сб. песен самодеят. композиторов Якутии: Для пения (соло, хор) без сопровожд. / Авт. сл. К.Д. Уткин; Сост. А.Н. Семенов; Вступ. ст. И. Алексеева. — Якутск : МГП Полиграфист, 1994. — 46 с.